# Campeonato Mundial de Patinaje Artístico sobre Hielo de 1947
El XXXVIII Campeonato Mundial de Patinaje Artístico se realizó en Estocolmo (Suecia) entre el 13 y el 17 de febrero de 1947 bajo la organización de la Unión Internacional de Patinaje sobre Hielo (ISU) y la Federación Sueca de Patinaje Artístico sobre Hielo. 

## Resultados

### Masculino
| Puesto | Nombre           | País           | Puntos |
| ------ | ---------------- | -------------- | ------ |
| Oro    | Hans Gerschwiler | Suiza          | 7      |
| Plata  | Richard Button   | Estados Unidos | 8      |
| Bronce | Arthur Apfel     | Reino Unido    | 16     |

### Femenino
| Puesto | Nombre            | País           | Puntos |
| ------ | ----------------- | -------------- | ------ |
| Oro    | Barbara Ann Scott | Canadá         | 10     |
| Plata  | Daphne Walker     | Reino Unido    | 22     |
| Bronce | Gretchen Merrill  | Estados Unidos | 32     |

### Parejas
| Puesto | Nombre                              | País           | Puntos |
| ------ | ----------------------------------- | -------------- | ------ |
| Oro    | Micheline Lannoy / Pierre Baugniet  | Bélgica        | 16     |
| Plata  | Karol Kennedy / Peter Kennedy       | Estados Unidos | 19,5   |
| Bronce | Suzanne Diskeuve / Edmond Verbustel | Bélgica        | 25,5   |

## Medallero
| Núm. | País           | Oro | Plata | Bronce | Total |
| ---- | -------------- | --- | ----- | ------ | ----- |
| 1    | Bélgica        | 1   | 0     | 1      | 2     |
| 2    | Canadá         | 1   | 0     | 0      | 1     |
| 2    | Suiza          | 1   | 0     | 0      | 1     |
| 4    | Estados Unidos | 0   | 2     | 1      | 3     |
| 5    | Reino Unido    | 0   | 1     | 1      | 2     |
|      | TOTAL          | 3   | 3     | 3      | 9     |

| Predecesor: Parón de la Segunda Guerra Mundial Hungría - Checoslovaquia 1939 | Campeonato Mundial de Patinaje Artístico sobre Hielo 1947 | Sucesor: Suiza 1948 |

- Datos: Q1318875